# مواد منفجره

نماد ADR (نمادهای مطابق توافقنامه اروپا دربارهٔ حمل و نقل بین‌المللی کالاهای خطرناک از طریق جاده) مواد منفجره کلاس ۱

مواد منفجره موادی هستند که از نظر شیمیایی ناپایدار هستند و در صورت آغاز فرایند انفجار (سوختن)، با سرعت زیاد منبسط می‌شوند و حجم زیادی گاز و گاهی نور و صدای زیاد تولید می‌کنند. این منبسط شدن گاز به نوبهٔ خود باعث پرتاب شدن قطعات و اشیاء اطراف و تبدیل شدن آن‌ها به ترکش می‌شود.
هر ترکیب انفجاری از دو بخش اکسید کننده و سوخت تشکیل شده است. هر مادهٔ سوختی، در حرارت مناسب و در کنار اکسیژن آتش می‌گیرد و می‌سوزد. اما چون در هوا اکسیژن به صورت خالص وجود ندارد، سوختن این مواد به تدریج صورت می‌گیرد. در مواد منفجره، در کنار سوخت، ماده اکسیدکننده افزوده می‌شود. ماده اکسید کننده، در هنگام واکنش مقدار زیادی اکسیژن آزاد می‌کند و این اکسیژن با سوخت ترکیب شده و باعث واکنش ناگهانی کل سوخت می‌شود و انفجار به وجود می‌آید، بدین دلیل مواد منفجره برای واکنش نیازی به هوا ندارند و اکسیژن مورد نیاز خود را از درون خود تأمین می‌کنند.
ماده منفجره ترکیب شیمیایی یا مخلوط مکانیکی است. هر ماده سوختنی قابل انفجار است اگر این شرایط فراهم شود:
1. اکسیژن به اندازه کافی باشد.
2. امکان ترکیب سریع اکسیژن با ماده سوختنی فراهم باشد.
3. انرژی به میزان فعال کردن مواد موجود باشد. اکثر مواد منفجره از طریق فیتیله و انرژی حرارتی قابل انفجارند و برخی از آنان علاوه بر حرارت با شک الکتریکی نیز فعال می‌شوند اما در مورد موادی که به انرژی بیش از حد انتظار نیاز دارند (مانند TNT) اکثراً از یک خرج اولیه که درونش از مواد حساس پر شده است استفاده می‌گردد تا انرژی فعال کننده را تأمین کند.

البته باید افزود موادی هم مانند نیتروگلیسیرین هستند که در صورت دریافت انرژی مناسب از هم گسسته شده یا به عبارتی تجزیه می‌شوند (به مولکول‌های سازنده خود تجزیه می‌گردند) و نیازی به اکسیژن ندارند. اما نوع انفجاری اینگونه مواد بسیار کم تعدادند (تعداد بسیار زیادی از آنها گرماگیر هستند و در اثر تجزیه برعکس نیتروگلیسیرین گرما را جذب می‌کند)
(همچنین نیتروگلیسیرین به شدت ناپایدار است و برای حمل و نقل آسان آن دینامیت اختراع شد که از جذب نیتروگلیسیرین در یک ماده خنثی تولید می‌شود (کشف توسط آلفرد نوبل)

## تاریخچه
شکستن سنگ با استفاده از مواد منفجره از ابتدای قرن ۱۷ و هم‌زمان با ساخت باروت، شروع شد. تی.جی پلانز در سال ۱۸۱۳ نیترو سلولز را ساخت. در سال ۱۸۶۷ آلفرد نوبل برای سادگی حمل نیتروگلیسیرین آن را جذب دیاتومیت کرد و جسمی پلاستیکی شامل ۷۵ درصد نیترو گلیسیرین بدست آمد. این ماده می‌تواند تا سه برابر وزن خود، نیتروگلیسیرین جذب کند و محصول آن «Guhar Dynamite» نامیده شد. دینامیت برگرفته از کلمه یونانی «dynamits» به معنی نیرو است در سال ۱۸۷۵ آلفرد نوبل نوعی دینامیت از ژلاتین انفجاری ساخت که مخلوط ژلاتینی شکل از ۹۲ درصد نیترو گلیسیرین و ۸ درصد نیترو سلولز بود که هنوز هم از مواد منفجره قوی صنعتی است. به دنبال آن در سال ۱۸۷۹ از مخلوط کردن نیترات سدیم و دیگر مواد به ژلاتین انفجاری مواد منفجره ضعیف‌تر به دست آمد. انواع زیادی از مواد منفجره بر این اساس ساخته شده‌اند. مواد منفجره اکسیژن مایع در ۱۸۹۵ ساخته شد و نیترات آمونیوم به عنوان ماده منفجره در سال ۱۸۷۶ تولید شد؛ اما کاربرد مخلوط آن با سوخت مایع به عنوان ماده منفجره صنعتی از سال ۱۹۵۵ میلادی متداول شد. در سال ۱۹۲۰ از اختلاط دی نیترو گلیکول به دینامیت‌ها از انجماد آنان جلوگیری شد. در دهه‌های ۱۹۵۰ و ۱۹۶۰ مواد منفجره ژله‌ای و در دهه‌های ۱۹۶۰ و ۱۹۷۰ مواد منفجره امولسیون ساخته و به بازار مصرف تحویل شد.

## ویژگی‌های مواد منفجره
تفاوت ترکیب‌های انفجاری و مواد منفجره در ویژگی‌های مختلف آنان است.
- حساسیت
- سرعت انفجار
- قدرت انفجاری
- چگالی
- رطوبت
- آتش‌گیری
- سمیت

## چند ماده منفجره
- تی‌ان‌تی (TNT)
- باروت
- دینامیت
- سمتکس
- پینتریت (پتن)
- آمونیوم نیترات (AN)
- آنفو (ANFO)
- هیکسوژن
- نیتروگلیسیرین (NG)
- نیترو استارچ
- پروکسید استون
- سی۴
- نیترات اوره
- فولمینات جیوه (II)
- فولمینات نقره
- سرب استیفنات
- آزید سرب (II)
- آزید نقره
- دی آزو دی نیتروفنول (DDNP)
- تتراسن
- آمونیوم پرکلرات
- گلیکول دی نیترات (GDN)
- پنتا اریتریتول تترا نیترات (PETN)
- آر دی ایکس (RDX)
- دی آزو دی نیترو فنول
- دی نیترور سور سینات سرب
- اکسیژن مایع (LOX)

## کاربرد
- راه‌سازی، تونل سازی، بهره‌برداری از معادن، سد سازی، صنایع نظامی، آتش بازی